# Geneva Open 1991
Il Geneva Open 1991 è stato un torneo di tennis giocato sulla terra rossa. È stata la 12ª edizione del torneo, che fa parte della categoria World Series nell'ambito dell'ATP Tour 1991. Si è giocato a Ginevra in Svizzera dal 9 al 16 settembre 1991.

## Campioni

### Singolare maschile
Thomas Muster ha battuto in finale  Horst Skoff con il punteggio di 6–2, 6–4

### Doppio maschile
Sergi Bruguera /  Marc Rosset hanno battuto in finale  Per Henricsson /  Ola Jonsson con il punteggio di 3–6, 6–3, 6–2